# أحمد بن سعود السيابي
أحمد بن سعود السيابي أمين عام مكتب الإفتاء ـ سلطنة عمان

## حياته الشخصية
ولد عام 1954م بعمان

## الوظيفة الحالية
أمين عام مكتب المفتي العام لسلطنة عُمان.

## الوظائف السابقة
- كاتب
- مساعد أمين مكتبة
- موجه تربية إسلامية
- مدير دائرة المدارس القرآنية بعمان
- مدير مكتب المفتي بعمان
- مدير عام للشؤون الإسلامية بعمان
- مدير عام لمكتب الإفتاء بعمان
- مستشار للأوقاف والشؤون الإسلامية بعمان
- قائم بأعمال وكيل للأوقاف والشؤون الإسلامية بعمان

## المؤهلات العلمية
- دراسة تقليدية في مسجد الخور بمسقط في اللغة العربية والشريعة الإسلامية.
- ليسانس من جامعة بيروت العربية، كلية الآداب: قسم اللغة العربية.
- دبلوم عال في الشريعة الإسلامية من دار العلوم، جامعة القاهرة.
- ماجستير في الشريعة الإسلامية من جامعة الزيتونة - بتونس.

## الأعمال العلمية
أولاً: الكتب: 
1. الصحابي العماني مازن بن غضوبة.
2. الرفع والضم في الصلاة.
3. التاريخ: كتاب منهجي لمعهد القضاء الشرعي في السلطنة بالاشتراك مع الدكتور محمد قرقش.
4. كتاب السير للشماخي {تحقيق}.
5. الأحاديث القدسية ومكانتها من الوحي الإلهي.
6. أصول بيت المال في عُمان وأثرها الحضاري في عهد آل بوسعيد.
7. الوسيط في التاريخ العماني.
8. معالم السيرة النبوية.
9. البيئة في الخطاب الإسلامي.
10. التواصل الإباضي بين عمان والبلاد المغاربية.
11. الدعوة عند الإباضية بين الماضي والحاضر.
12. المرأة المسلمة حقوق وواجبات.
13. السيرة النبوية (رؤية تحليلية ونظرة تصحيحية)
14. شخصيات عُمانية
15. مدن في الذاكرة العُمانية

 ثانيًا: البحوث: 
1. جهود العلماء المصلحين في توحيد الأمة الإسلامية.
2. أهمية إعادة كتابة التاريخ الإسلامي.
3. المواقف التاريخية للإمام جابر بن زيد.
4. أبو حمزة الشاري، نشأته ودراسته.
5. خلفان بن جميل السيابي.. زهده وورعه.
6. أبو مسلم البهلاني، حياته الدراسية والمدرسة التي ينتمي إليها.
7. العوتبي نسَّابة.
8. المعارضات الشعرية عند الشيخ العبري.
9. من جوانب الحضارة الإسلامية [التأليف عند العُمانيين].
10. دور العُمانيين في نشر الإسلام في أفريقيا الشرقية.
11. الإمام ابن بركة ومدرسته.
12. نزوى ومكانتها العلمية والتاريخية.
13. حقوق المرأة ومسؤوليتها الأسرية والاقتصادية.
14. المنظور الإسلامي لحوار الحضارات والثقافات.
15. الدية وقتل النفس من منظور فقهي.
16. عمان: الدولة في الإسلام.
17. عمان: السياق التاريخي والخصوصيات الحضارية.
18. دور الحوار في تحقيق الوحدة ونبذ الفرقة.
19. الإمام أبو سعيد الكدمي، ومدرسته.
20. الحب في القرآن الكريم (العلاقة الأسرية أنموذجًا).
21. الواقع الثقافي والاجتماعي للمرأة المسلمة المعاصرة.
22. دور العمانيين في نشر الإسلام في جنوب شرق آسيا.
23. وقف الرباط العماني بمكة المكرمة.
24. تاريخ الوقف في عمان.
25. ابن دريد في الذاكرة العمانية.
26. حرية التعبير.. ضوابطها وأحكامها.
27. السيب ومكانتها التاريخية.
28. ذكريات وانطباعات عن الشيخ سالم بن حمود السيابي.
29. عقوبة الإعدام في النظر الإسلامي.
30. أصول الفقه عند أبي عبيد السليمي من خلال كتابه مشكاة الأصول.
31. الإباضية فرقة ومذهبًا.
32. منزلة الصحابة عند علماء الأمة (الإمام ابن بركة أنموذجًا).
33. الإسلام في أوغندا.
34. المسؤولية الجنائية لقائدي المركبات.
35. وحدة الأمة في الفكر العماني.
36. التراث العربي والتعريب، (كتاب الإبانة أنموذجًا).
37. الشورى بين الإيجاب والاستحباب.
38. منظومة القيم القرآنية وأثرها في المجال الكلامي والأخلاقي.
39. الإسلام في البحيرات العظمى الإفريقية.
40. المفكر عمرو النامي وعلاقته بعلماء عمان.
41. الأرقام الحسابية بين الهند والعرب.
42. السِّير الإباضية بين المشارقة والمغاربة.
43. المرأة والولاية العامة.
44. المخطوطات والوثائق في عمان.
45. مركز الإشعاع الحضاري (الأزهر ونزوى أنموذجًا).
46. التعامل مع غير المسلمين.. رؤية إسلامية، وواقع تاريخي.
47. المصادر العلمية التي اعتمد عليها أبو نبهان في مؤلفاته.
48. الحواجز الاجتماعية بين الإسلام والغرب وطرق إزالتها.
49. الجانب السياسي في سير الشماخي.
50. الفتاوى الاجتماعية وأثرها في تنمية المجتمع.
51. مقدمات لحوالي خمسين كتابًا.
52. عدد من المحاضرات والدروس والأحاديث الإذاعية والتليفزيونية والمقابلات الصحفية.
53. عدد من المقالات.

## الأنشطة

### عضوية اللجان والمجامع العلمية
1. عضو اللجنة الرئيسية لندوة الفقه الإسلامي 1988م.
2. عضو لجنة صياغة التوصيات لندوة الفقه الإسلامي.
3. عضو في ندوة التقريب بين المذاهب الإسلامية بالمنظمة الإسلامية للتربية والعلوم والثقافة بالرباط.
4. عضو اللجنة الوطنية لمشروع كتاب [عُمان في التاريخ].
5. عضو في ندوة عُمان في التاريخ 1994م.
6. نائب رئيس لجنة صياغة قانون الأحوال الشخصية للسلطنة ورئيس فريق العمل.
7. عضو اللجنة الاستشارية للمنتدى الأدبي.
8. عضو لجنة المطبوعات وتحقيق الكتب بوزارة التراث والثقافة.
9. عضو بمؤسسة آل البيت للفكر الإسلامي – بالمملكة الأردنية الهاشمية.
10. عضو بمجمع البحوث الإسلامية بالأزهر بجمهورية مصر العربية.
11. عضو بمجمع الفقه الإسلامي الدولي.
12. عضو بمجمع اللغة العربية بجمهورية مصر العربية.
13. عضو رابطة الأدب الإسلامي العالمية.

### المؤتمرات والندوات
1. الحضور والمشاركة في العديد من المؤتمرات والندوات والاجتماعات.
2. المشاركة في معظم دورات مجمع الفقه الإسلامي التابع لمنظمة المؤتمر الإسلامي، منها بمعِيَّةِ المفتي العام لسلطنة عمان، ومنها بصفة خبير.
3. المشاركة في بعض مؤتمرات الوحدة الإسلامية في إيران.
4. المشاركة عن السلطنة في وضع قانون الأحوال الشخصية للدول العربية 1987م.
5. المشاركة عن السلطنة في وضع القانون الجنائي للدول العربية 1988م.
6. المشاركة في وضع قانون الأحوال الشخصية لدول مجلس التعاون الخليجي.